# Кіріла
Кі́ріла (ест. Kirila küla) — село в Естонії, у міському самоврядуванні Пайде повіту Ярвамаа.

## Населення
Чисельність населення на 31 грудня 2011 року становила 20 осіб.

## Географія
Село лежить у південному передмісті Пайде.

## Історія
З 24 жовтня 1991 до 25 жовтня 2017 року село входило до складу волості Пайде.